# Noukoop
Noukoop of Nieuwkoop is een buurtschap in de gemeente Pijnacker-Nootdorp, in de Nederlandse provincie Zuid-Holland. Het ligt ten noorden van Pijnacker, voorbij Vlieland, aan de Nieuwkoopseweg.
Dorpen: Delfgauw · Nootdorp · Pijnacker

Buurtschappen: Gooland · Kalisbuurt · Katwijkerlaan · Klein-Delfgauw  · Noukoop · Oude Leede · Vlieland

Zuid-Holland: Steden en dorpen      Nederland: Provincies · Gemeenten